# Phelsuma abbotti
Phelsuma abbotti е вид влечуго от семейство Геконови (Gekkonidae).

## Разпространение
Видът е разпространен в Мадагаскар и Сейшели.